# Oswald Bauer
Oswald Bauer (* 31. Januar 1876 in Goldingen, Kurland; † 2. August 1936 in Berlin-Dahlem) war ein deutsch-baltischer Metallphysiker und Hochschullehrer.

## Leben
Oswald Bauer studierte an der Bergakademie Freiberg Eisenhüttenkunde. 1897 wurde er dort Mitglied der freischlagenden Verbindung Vandalia, die 1918 im Corps Montania Freiberg aufging. Nachdem er das Studium 1901 mit dem Diplom abgeschlossen hatte, wechselte er 1902 als Assistent an die Bergakademie Berlin und das Materialprüfungsamt Berlin-Dahlem. Abgesehen von einem kurzzeitigen Ordinariat für Eisenhüttenkunde an der Technischen Hochschule Breslau (1923) war er bis zum Tode im Berliner Amt. Ab 1905 war er neben seiner Tätigkeit beim Materialprüfungsamt Privatdozent an der TH Charlottenburg. 1908 erfolgte seine Berufung zum Professor. 1918 wurde er zum Abteilungsleiter befördert. 1924 erfolgte seine Berufung zum stellvertretenden Direktor des Kaiser-Wilhelm-Instituts für Metallforschung, das zeitweilig dem Materialprüfungsamt angegliedert war, und zum Hauptabteilungsleiter. 1927 wurde er zum Direktor des Materialprüfungsamtes ernannt und 1934 zu dessen stellvertretenden Präsidenten. Ab 1929 war er Vorsitzender der Deutschen Gesellschaft für Metallkunde.
Bauer war ein ausgewiesener Fachmann auf dem Gebiet der Konstitution und Korrosionserscheinungen von Metallen.
Als Deutsch-Balte war er Mitglied des Baltischen Vertrauensrates. Zwischen 1923 und 1933 war er „Wissenschaftliches Mitglied“ der Kaiser-Wilhelm-Gesellschaft (KWG), danach „Auswärtiges Wissenschaftliches Mitglied“ der KWG.

## Auszeichnungen
- Dr.-Ing. E. h. der RWTH Aachen (1922)
- Großer Preis der Brüsseler Weltausstellung[1]
- Heyn-Denkmünze[1]

## Schriften
- mit Eugen Deiss: Probenahme und Analyse von Eisen und Stahl, 1912.
- Seigerungserscheinungen in Metall-Legierungen, 1921.
- Metallographie, 1926.
- mit Max Hansen: Der Aufbau der Kupfer-Zinklegierungen, 1927.
- Die Verchromung unter besonderer Berücksichtigung ihrer Anwendung im Automobilbau, 1934.
- Die Korrosion metallischer Werkstoffe, 1936 (Mitherausgeber)